# Wehrsdorf
Wehrsdorf (Wernarjecy en sorabe) est un petit village à l'Oberlausitz (en français Haute-Lusace), en Allemagne à l'état fédéral de Saxe. Il a environ 1 770 habitants et il se trouve près de la frontière tchèque. Avec les deux villages de Sohland an der Spree et Taubenheim, il forme la commune de Sohland an der Spree d'environ 7 700 habitants. Son nom en Sorabe est Wednarecy.

## Les monuments
Le plus important monument de ce village est la grande église du XVIIIe siècle de style baroque avec son beau cimetière. Les plus importants monuments de la région sont les maisons qui s'appellent Umgebindehäuser (de). Elles sont en bois et ont une forme particulière. On y avait fabriqué souvent des vêtements.

## L'économie
Après 1990, date de la réunification de l'Allemagne, les vieilles usines du village ont presque toutes été détruites par les forces du capitalisme. Une seule entreprise survit à la reconstruction de l'économie de la République démocratique allemande. Le tourisme, l'autre spécialité de ce village, n'a pas plus non plus l'importance qu'il avait avant 1989. Le village compte aussi quatre restaurants, un hôtel et quelques pensions destinées aux touristes.